# 南極隕石

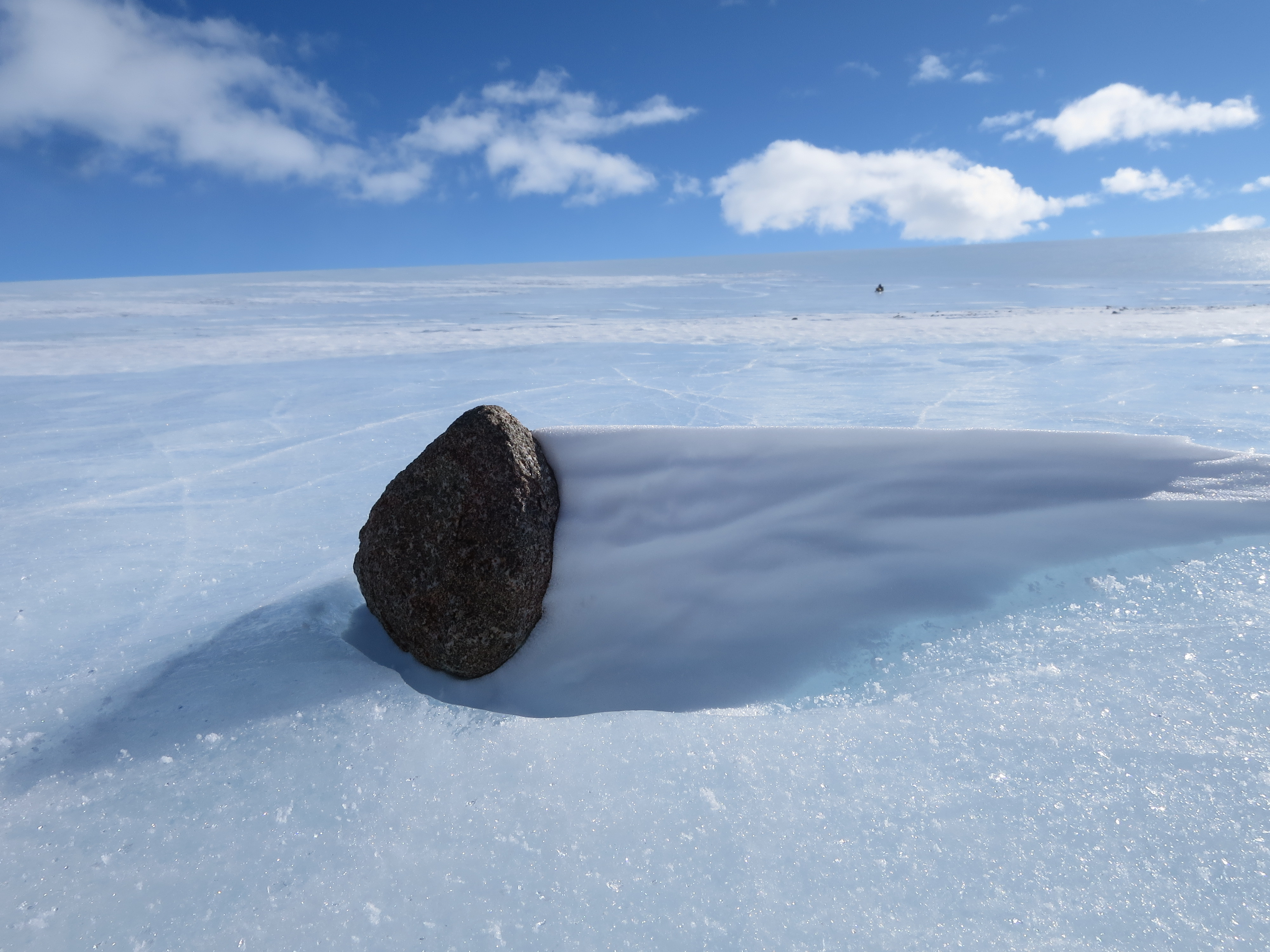
裸氷の上の南極隕石

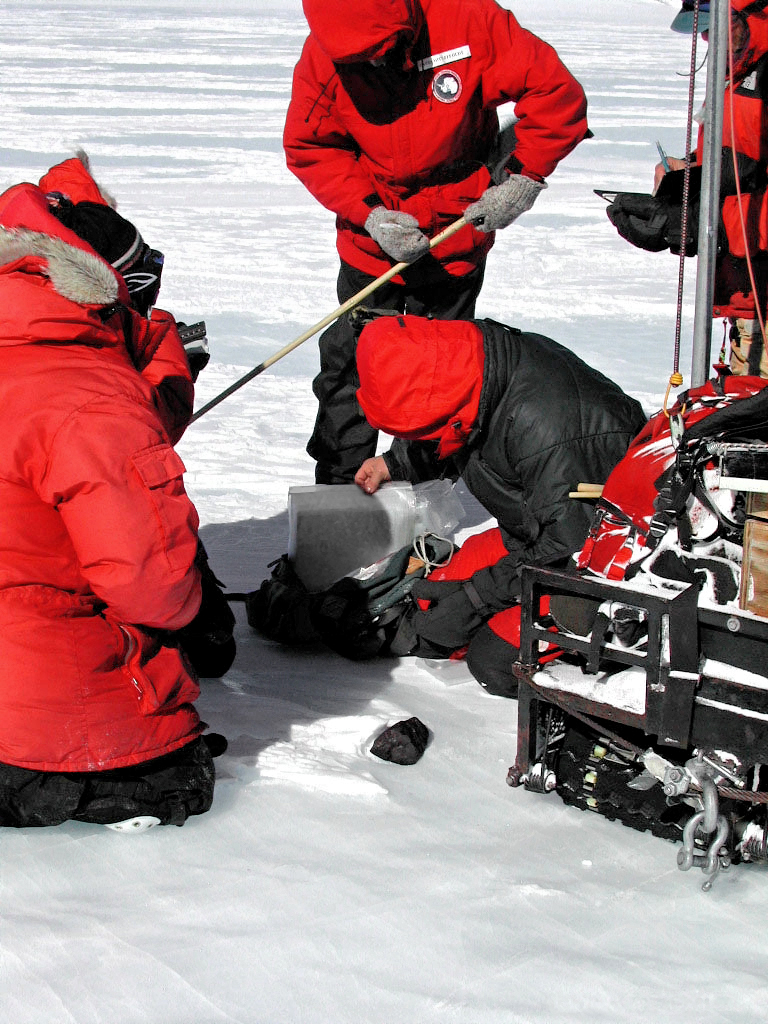
ANSMETでの探索の様子

南極隕石（なんきょくいんせき）とは、南極で採集された隕石のこと。

## 概要
かつては南極で隕石はごく僅かしか見つかっていなかったが、1969年に日本の南極地域観測隊が大量に発見したことを切っ掛けに他の国も採集を始めた。南極隕石は2010年の時点で4万8000個あり、2010年の時点で見つかっている全ての隕石のおよそ77%を占めている。
南極隕石に対し、南極以外の場所で発見された隕石を非南極隕石という。非南極隕石と比べて、南極隕石の特長としては以下の3つの事柄が挙げられる。
1. 数が多いこと
2. 雪氷上にあるため発見しやすいこと
3. 風化や汚染がほとんど進んでいないこと

これら3つの特長は、隕石研究の分野に発展をもたらした。南極隕石は主に山脈の麓の裸氷帯で見つかる。これは南極に落ちた隕石が氷河や氷床によって特定の場所に集積されるためである、と考えられている。

## 歴史
| 年                                 | 日              | 米              | その他            |
| ---------------------------------- | --------------- | --------------- | ----------------- |
| 1912                               |                 |                 | 1（豪）           |
| 1961                               |                 |                 | 2（ソ）           |
| 1962                               |                 | 2               |                   |
| 1964                               |                 | 1               |                   |
| 1969                               | 9               |                 |                   |
| 1973                               | 12              |                 |                   |
| 1974                               | 663             |                 |                   |
| 1975                               | 308             |                 |                   |
| 1976                               | 11（日米共同）  | 11（日米共同）  |                   |
| 1977                               | 249（日米共同） | 249（日米共同） |                   |
| 1978                               | 228（日米共同） | 228（日米共同） | 6（NZ）           |
| 1979                               | 3,697           | 82              |                   |
| 1980                               | 13              | 103             |                   |
| 1981                               | 133             | 373             |                   |
| 1982                               | 211             | 113             |                   |
| 1983                               | 42              | 369             |                   |
| 1984                               | 59              | 274             | 230（独）         |
| 1985                               |                 | 369             |                   |
| 1986                               | 817             | 528             |                   |
| 1987                               | 352             | 690             |                   |
| 1988                               | 1,597           | 900             | 98（欧共同探査）  |
| 1989                               |                 |                 |                   |
| 1990                               | 48              | 1,100           | 264（欧共同探査） |
| 1991                               |                 | 613             |                   |
| 1992                               | 3               | 255             |                   |
| 1993                               |                 | 853             | 54（欧共同探査）  |
| 1994                               | 16              | 610             |                   |
| 1995                               |                 | 238             | 48（欧共同探査）  |
| 1996                               |                 | 390             |                   |
| 1997                               |                 | 1,100           | 66（欧共同探査）  |
| 1998                               | 4,180           | 192             |                   |
| 1999                               |                 | 945             |                   |
| 2000                               | 3,554           |                 |                   |
| 合計                               | 16,201          | 10,588          | 869               |
| 2000年までの南極隕石の総数 27,658  |                 |                 |                   |
| 2010年までの南極隕石の総数約48,000 |                 |                 |                   |

1911年、ロバート・スコットが南極点を目指す途中で隕石を発見したと記録に残している。だが現物は残っていない。南極横断山脈のベアドモア氷河の源頭にある裸氷帯で見かけた、という記述があるのみである。スコット隊が持ち帰ったのは隕石ではなく、生物が生息していた証拠となる石炭や植物の化石などであった。
同じシーズンの1912年、南磁極付近で活動していたオーストラリアのモーソン隊が1キログラムの隕石を採集した。発見場所に因んでアデリーランド隕石と命名されたこの隕石が、南極隕石第一号である。
1957年7月1日から1958年12月31日まで続いた国際地球観測年を皮切りに、世界の各国が南極観測を開始した。しかし各国の基地は沿岸部やその近くに建設されることが多かった。フィールド調査が内陸部まで、つまり隕石の集積地である裸氷帯まで及ぶには時間を要したのである。
各国の基地の中でも日本の昭和基地はやまと山脈の近くに位置している。このことが後述する南極隕石の大量発見をもたらした。やまと山脈付近では南極隕石のおよそ半分が見つかっており、南極隕石の最大の産地と表現されることすらある広い裸氷帯がある。
1966年の時点で日本が所有している隕石の総数は20数個、カタログに登録されている隕石の総数はおよそ2000個、そのうち南極隕石の総数は4個、1969年まででも南極隕石は4箇所から合計6個みつかっただけだった。これらの南極隕石は全て隕石を探して見つけたものではなく、別の調査や旅行の途上で発見されたものである。1969年に日本の南極地域観測隊の10次隊が南極隕石を9個発見したことも含めて、すべて偶然の産物であるとみなされていた。

### 日本隊の大量発見
1969年12月、10次隊がやまと山脈付近の裸氷帯で氷床の流れを調査をしていた所、思いがけず隕石を9個発見した。14次隊は10次隊が調査したのと同じ裸氷帯で8個、別の裸氷帯で4個、合計12個の南極隕石を発見した。この事実は日本国内よりもむしろ日本の海外で関心を引き起こしていた。
そして翌年（1974-1975年）には15次隊がそのシーズンだけで663個発見し、次のの16次隊から隕石採集が日本の南極観測隊の正式なプロジェクトとなった。16次隊は307個の南極隕石を採集した。そして1981年、日本の国立極地研究所に隕石資料部門が専任スタッフ1名とともに発足した。1998年を以って、同部門は南極隕石研究センターへと発展的改組された。
その後の日本隊の隕石採集は、隕石採集中に雪上車がクレバスの中へ転落し、重傷者2名を出す事故を29次隊の時1989年1月に起こしたため、以後10年間は南極隕石探査プロジェクトが中断していた。隕石採集が再開されたのは1997年の39次隊の時のことである。19年ぶりとなるこの時もやまと山脈で隕石採集をして、4180個の隕石を採集した。以後も隕石収集を継続して、2000年には1万6200個の隕石を保有するに至った。2009年の第51次隊は635個の南極隕石を採集した。

### 世界の観測隊による採集
日本隊の大量発見に倣ってアメリカ隊、ドイツ隊、ニュージーランド隊、イタリア隊、間をおいて中国隊、韓国隊も隕石収集を始めた。特に1998年から隕石収集を始めた中国は中山基地近くのグローブ山（グローブ山脈）で、2010年の時点で1万個以上の、2011年の時点で1万2000個弱の南極隕石を採集している。
2010年の時点では、南極隕石は約4万8000個あり、日本はそのうち1万6836個を保有している。2010年の時点で南極隕石を最も多く保有しているのはアメリカであり、日本の保有数を上回る約1万8300個の南極隕石を保有している。

## 特長

### 数が多い
非南極隕石と比べて南極隕石は非常に数が多い。
非南極隕石の総数は、2006年の時点で約7000個、2010年の時点では約1万4000個ある。これに対し、南極隕石は2002年の時点で3万3693個、2010年の時点で約4万8000個ある。
「既にこれほど多くの隕石が集まったのに、なぜまだ集めねばならないのか」という質問が挙がることがある。日本の南極観測隊の39次隊や51次隊で南極隕石探査の中心を務めた小島秀康は著書の中で、太陽系創成期の姿をジグソーパズルに喩え、隕石を駒に喩え、どれほど多くの駒があるか分からないとした上で
と答えている。東京大学の三河内岳も同様に、南極隕石をジグソーパズルのピースに喩えている。
|                                     | 総数 | その内の日本人の論文数 |
| ----------------------------------- | ---- | ---------------------- |
| 1965年から1970年                    | 7    | 0                      |
| 1971年から1975年                    | 29   | 16                     |
| 1976年から1980年                    | 253  | 141                    |
| アメリカのLibrary of Congressに拠る |      |                        |

南極隕石が発見される前は、隕石はその希少価値の高さから研究に多くの制約がつきまとっていた。日本国内では隕石を保有する個人や地方自治体が分類すら許さない場合があり、よしんば科学館・博物館が管理していたとしても、館の財産であるため切ったり割ったりは出来なかった。欧米の博物館には研究用サンプルを提供するところもあり、1970年代以前の日本人隕石研究者のほとんどは海外での生活が長かった。
南極隕石が大量に発見され、隕石の総数が増えたことにより、隕石は蔵されることなく研究に使えるようになった。南極隕石のデータベースが整備されている。例えばやまと 691ならYamato 691のデータをウェブ上で閲覧することが出来る。更に研究者は希望する南極隕石のサンプルを入手することも出来る。
南極隕石は基本的に、採集した国が全て保存することになっている。実際に、日本隊が採集した南極隕石は、国立極地研究所極域科学資源センター南極隕石ラボラトリーが、収集から保存・研究・情報公開の全て（キュレーション）を担当している。国立極地研究所が保管する隕石の重量は平均100グラム、総重量はおよそ1.7トンである。アメリカはNASAでキュレーションを行い、研究が終わったらスミソニアン博物館が作った専用施設で保管している。

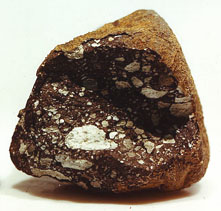
最初に月起源隕石と判明したアランヒルズ81005。南極隕石の一つ。名前の通り1981年に発見された。

数が多いことから南極隕石には、めったに見つからない珍しい隕石が含まれている。たとえば南極で初めて見つかった隕石種や、南極以外では見つかっていない隕石種の中のサブグループなどである。他には2013年にはベルギーと日本の共同調査隊が、隕石としては重い18キログラムの南極隕石を東南極で発見している。
そして、日本隊が採集したものを含む、南極隕石の中には十数個、月隕石や火星隕石、小惑星の岩石、微惑星の表土、原始惑星の破片など、珍しい隕石が含まれている。15次隊の大量発見に臨場し、南極隕石の集積モデルを考案した矢内桂三は、南極隕石の中には月の裏由来の隕石や金星・水星から飛来した隕石が含まれている可能性があり、更に数十万から数百万個の南極隕石が採集されれば冥王星起源の隕石や太陽系外起源の物質が見つかる可能性すらあるとしている。

### 氷雪の只中にある
普通の隕石とは違い、南極隕石はまわりにクレーターもなく、むき出しの氷の上に黒く「ぽつんと」ある。よって磁気探査機などを使わずに目視で探すことができるため、スノーモービルや雪上車、ヘリコプター、航空機や徒歩で探す。
非南極隕石は周りの石と石質隕石が混ざってしまい、回収しやすさが隕石の種類によって変わってしまうのに対し、南極隕石は氷の上で発見されることがほとんどであるためそのようなことは少ない。発見される南極隕石の種類は、落下してきた時の割合にかなり近いのである。

### 汚染が少ない

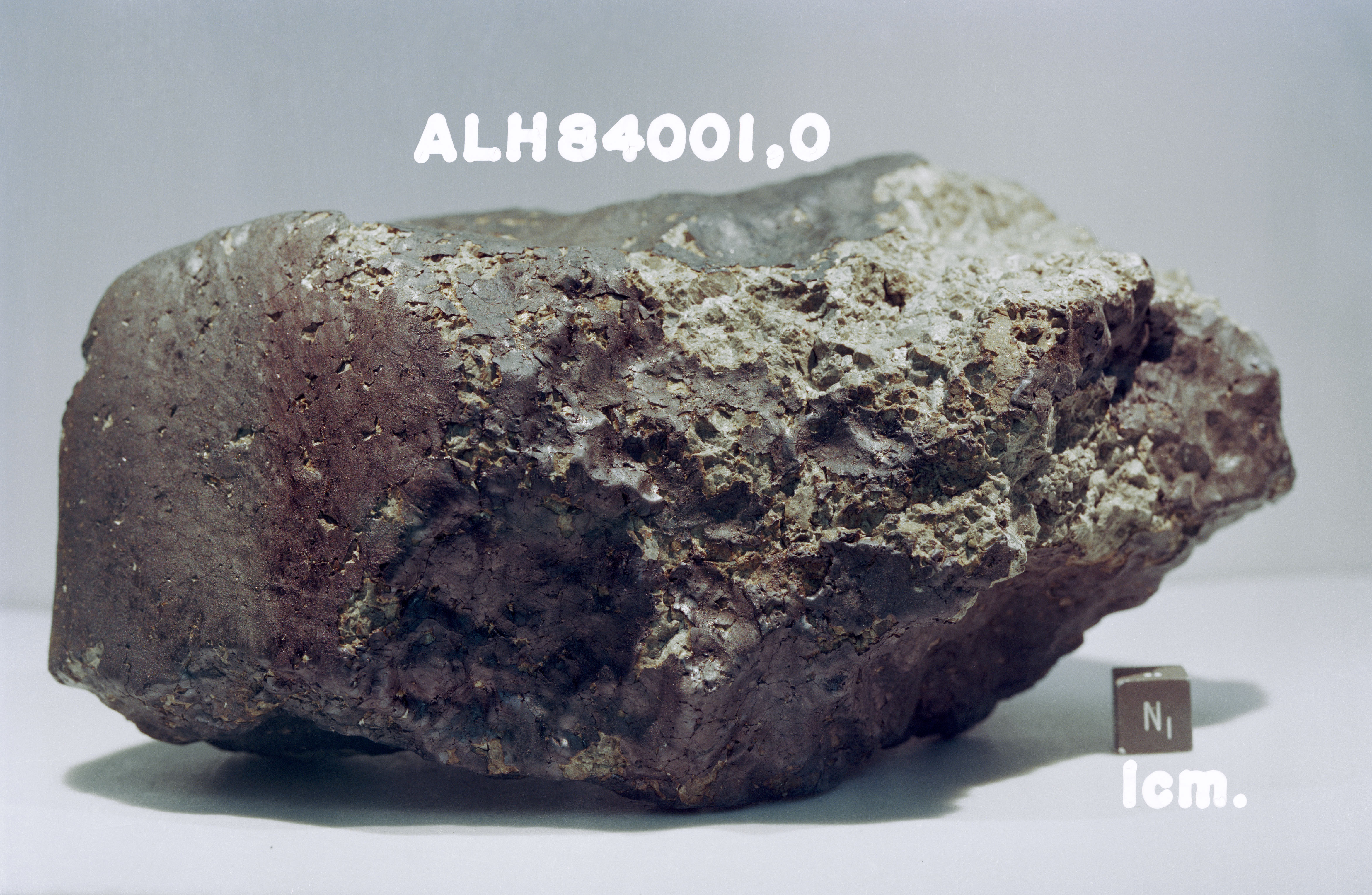
火星起源隕石の一つであるアランヒルズ84001

南極隕石は後述の通り氷床に包まれている期間が長く、さらに露出したあとも雨雪が少ない地域で発見されることが多い。そのため、風化や人為的汚染が他の隕石よりも少ないという特長がある。特に炭素質隕石が汚れていないことは進化生命学や生化学の研究において大いに役立っている。かつてはやまと 74662からアミノ酸が多数検出された。また2011年8月22日にNASAは南極隕石から、地球上で天然に作られない有機物と、生命維持において重要な有機物と、アデニンとグアニンを発見した、と報告した。
採集時の汚染をなるべく減らすために、日本の第20次南極観測隊はテフロン製の袋で、以後の観測隊はナイロン製の袋で、隕石を直接つつみ、手や呼気が隕石と触れないようにしている。加えて、採集者が乗ってきたスノーモービルを隕石の風下側に停車することにより、排気ガスが隕石に触れないようにもしている。それ以前は、例えば1969年の10次隊では隕石にマジックインキで直接番号を書いたり、ガムテープで数珠のようにまとめたりしていた。
また付着している氷雪の融解や結露などによって、隕石に水分が付くと、汚染の原因になったり隕石に含まれる金属が錆びたりする。これを防ぐため、日本の極地研究所では南極観測船の冷凍室にいれて冷凍したまま南極から持ち帰る。そして水分を含まない窒素ガスの充填された所で解凍したり慎重に水分を拭いたりしている。加えて、隕石の持つ磁性に影響が出ないように金属釘を使用していない木製棚で隕石は保管されている。
1996年、NASAのデイヴィッド・マッケイ博士は、アラン・ヒルズ84001には微小な生命の証拠が含まれていると報告した。本当に生命の痕跡なのかどうか、未だ結論は出ていない。

## 命名法

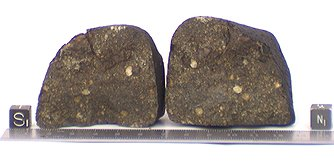
南極隕石の一つであるMET 00506。Meteorite Hillsで2000年に発見された。

同じ場所で複数の落下により複数の隕石が発見されたときは、地名の後に(a)(b)とアルファベットを付けるのだが、南極隕石は同所で見つかる隕石の数が多いためアルファベットでは足りない。
よって南極隕石はまず、やまと山脈で見つかったらやまと隕石、アランヒルズで見つかったらアランヒルズ隕石、と発見場所により総称される。そして総称に採集年の下2ケタと個別番号が付与され、南極隕石それぞれの固有の名前になる。例えば「やまと 74662」（Yamato 74662、正式には産地の後に空白を入れる）は、1974年にやまと山脈で662番目に発見されたため、この名前が付けられた。
ただし採集年といっても、年が改まった後の1月や2月に採集した隕石は、その前の年に採集したものとして命名する。南極が南半球にあるため、野外活動しやすいシーズンである夏場は11月後半から1月にかけての時期である。よって1つのシーズンで集めた隕石を纏めて扱うために、たとえ1975年1月に見つかった隕石でも、74年に採集したものとして命名するのである。
なお、2000年以降は00以降を用いる。
個別番号の付け方は国際的には決められていないため詳細は国により異なるが、日本では、年（シーズン）ごとに1から始まる通し番号が付けられている。番号は年内では0埋めして同じ桁数にする（例 やまと74001）が、各年の桁数は年間の採集数で変わる。1969年は採集数9個だったため1桁だが、その後、2桁以上と定められたため、1992年は3個だが2桁である。
1969年に発見された9個のやまと隕石は、発見当時は非南極隕石と同じように(a)(b)とアルファベットをつけていたが、その後南極隕石が大量にあることが判明し、現在の名前に変更された。

## 発見場所
隕石が大量に発見されるところを隕石フィールドと呼ぶが、南極隕石に関しては山脈の麓の裸氷帯が隕石フィールドである。
南極隕石は南極横断山脈ややまと山脈など南極にある山脈の、麓にある裸氷帯で大量に見つかる。裸氷帯とは普通の氷床と違って、雪に覆われておらず氷が露出している一帯のことである。青く見えるので青氷ともよぶが、伝統的に南極隕石関係者は裸氷と呼ぶ。南極の氷床は普通、氷の上を雪が覆っている。降り積もった雪は更に上に積もった雪の重さで押し固められ、氷床の一部になる。氷雪が押し固まる前に風などで移動するような場所は裸氷帯になるのである。
ただし、標高が低い裸氷帯では隕石は見つかりづらい。これはたいていの隕石が黒っぽいため、隕石のアルベドが低いことが関係している。日光を吸収して温まった隕石が、周りの氷を溶かして下へ沈んでいってしまうのである。標高1500メートル以上の場所なら十分に気温が低くかつ風が強いため、氷を溶かすだけの熱量を保てず、隕石が沈まないことがわかっている。たとえ標高1300メートルでも十分に風が強い場所では、隕石が発見されている。なお、やまと山脈の裸氷帯は、標高2000メートル以上、12月の気温はマイナス10℃以下、風速は常時10メートルほどである。

## なぜ局地的に発見されるのか
先述の通り1969年、やまと山脈の麓という狭い範囲で大量の隕石がみつかった。局地的に多くの隕石が発見されるときは、隕石シャワー（巨大な隕石が粉々に砕け、雨のように降り注ぐこと）を原因とするのが慣習だった。しかし隕石が南極大陸に特別おおく降る、ということはない。そしてそれに加えて隕石シャワーでは南極隕石の多様性と、たいてい裸氷帯で発見されるという事実を説明できなかった。
隕石が局地的に数多く発見される理由について、極地ということを踏まえて、磁力線や引力が関係しているのではないかと考える学者もいた。矢内桂三はこのことに対して、隕石は地球上のどこにも同じような頻度で落下していると考えるのが自然であり、南極以外の場所に落ちた隕石は海に落ちたり陸に落ちて風化したりして、発見しづらいだけではないかと考えた。

### 南極隕石氷河運搬集積モデル

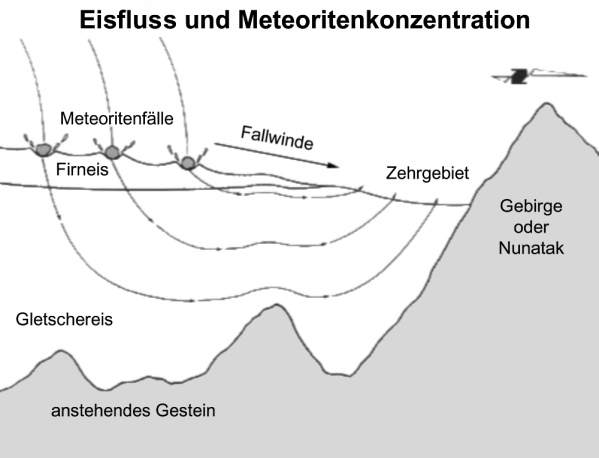
落下した隕石が氷河によって運ばれ山脈の前に集積する機構

矢内は以下のような集積モデルを考案し、「南極隕石氷河運搬集積モデル」と命名した。吉田勝や永田武もこの疑問に対して取り組み、矢内よりも先に同様の集積モデルを論文で発表していた。
南極隕石は、南極横断山脈ややまと山脈など南極大陸にある山脈の、麓の裸氷帯で見つかることが多い。しかし隕石は山脈の麓によく落ちるということはなく、南極大陸全体に偏りなく落ちる。氷河も氷床もゆっくりと川のようにより低い方へ流動し、隕石も一緒に移動する。氷河の流れる速さは、内陸では数十メートル毎年、最も速いといわれる白瀬氷河の末端は3キロメートル毎年である。
氷河のうち、山脈にぶつかったものは年数センチメートルから10センチメートルの速さで山脈を登る。上昇しきって氷面に露出すると、カタバ風や日射などによって年数センチメートルから10センチメートルの割合で氷のみが削剥・消耗・昇華（アブレーション）する。しかし含まれている隕石はそのまま氷の上に留まる。このような機構によって、隕石は山脈付近に集合するのである。
南極隕石には落下年代が100万年よりも古いものがあることから、隕石は数十万年から数百万年のあいだ集積されつづていると考えられている。矢内は、南極大陸の氷にはまだ見ぬ南極隕石が数百万個以上あるはずだ、と2002年の時点で述べている。
やまと山脈の隕石フィールドに2平方キロメートルの区域を設定し、1976年1月に隕石をとりつくして4年後に同じ区域で隕石採集を行った所、17個発見された。このことから、やまと山脈では1平方キロメートルから1年に約2個の隕石が出てくると言える。なお山脈にぶつからなかった氷河は海へ氷山として流れだす。氷山はやがて溶けるため、南極海やその周辺は他の海域よりも多くの隕石が沈んでいると考えられる。

### 他の集積物・集積法・集積地
日本の南極観測隊は1997年、約60トンの氷を溶かし、中にあった数千個の宇宙塵を採集した。。これは宇宙塵も隕石と同じ様に、地球へ常時降り注いで南極の氷に閉じ込められることを利用した採集方法である。。
南極隕石氷河運搬集積モデル以外にも、風上側が高くなっている氷丘の麓に平坦な裸氷帯が広がっていると、数日で新たな南極隕石が現れることがある。このような隕石は風上から強風で転がってきたと考えられる。この機構によって集積する隕石もある。なお南極では隕石シャワーが落ちてこない、ということはない。それどころか、隕石シャワーが降り注いだ時の隕石の破片の位置を保存したかのように、同種の隕石が纏まっていることすらある。
南極以外の地域でもグリーンランドのように、南極同様の氷河構造を持っていれば隕石が集積されている可能性がある。
1990年代に入って北アフリカの砂漠でも1万個以上の隕石が見つかっている。これは南極隕石採集で得られたことがらを隕石採集へフィードバックした結果である。南極のような運搬集積モデルはないものの、風化のスピードが遅いことは砂漠でも同じである。

## 参考図書
- 小野延雄、柴田鉄治『ニッポン南極観測隊 人間ドラマ50年』丸善株式会社、2006年。ISBN 978-4621077757。
- 神沼克伊『地球環境を映す鏡 南極の科学 氷に覆われた大陸のすべて』講談社、2009年。ISBN 978-4062576598。
- 小島秀康『南極で隕石をさがす』成山堂書店、2011年。ISBN 978-4425570010。
- 矢内, 桂三 (1991-08). “南極隕石の発見― その1.初期の隕石探査と成果” (日本語). 地質ニュース (地質調査総合センター) 444:  29-36 2013年2月20日閲覧。.
- 矢内, 桂三 (2002-12). “南極に隕石を求めて― 月隕石・火星隕石の発見―” (日本語). ながれ (日本流体力学会) 21 (6):  481-487 2013年2月17日閲覧。.
- 矢内, 桂三 (Sep.1990). “南極で発見された月起源隕石”.   惑星地質研究会Vol.2. pp. 17–21. 2013年2月21日閲覧。
- 吉田勝. “南極やまと隕石初発見これぼれ話”.   ゴンドワナ地質環境研究所. 2012年7月1日閲覧。